# Indra Sistemas
Indra Sistemas — іспанський концерн у сфері розробки інформаційних технологій, радіолокаційного та іншого озброєння.
Компанія отримала назву на честь індійського божества Індра, заснована у 1993 р.

## Діяльність
Основні напрями діяльності компанії:
- Системи управління повітряним рухом[6].
- Авіаційні тренажери
- Радіолокаційна техніка
- БПЛА[7]
- Комплекси протидії БПЛА[8]
- Техніка зв'язку
- Засоби РЕБ[7]

Компанія Indra Sistemas за час свого існування брала участь в понад 20 тис. проєктів більше ніж в 100 країнах світу. Серед таких проєктів слід вказати ESSOR в рамках програми Європейського Союзу «Структурна співпраця у сфері оборони та безпеки» (англ. Permanent Structured Cooperation, PESCO) з розробки програмно конфігурованих радіосистем телекомунікацій для забезпечення взаємосумісного захищеного зв'язку у тактичній ланці управління та діапазонах коротких, ультракоротких і дециметрових хвиль.
Крім того, Indra Sistemas бере активну участь у дослідженнях Промислово-дорадчої групи НАТО (NIAG), що є одною з основних груп у складі Конференції національних директорів озброєнь НАТО (CNAD).

## Структура
У своєму штаті компанія має 30 дочірніх фірм, в яких працює понад 40 тис. фахівців.